# Mein Land
"Mein Land"（德译：我的国土）是Rammstein的一首单曲，后收录于精选集Made in Germany 1995–2011。2011年11月11日在德国、奥地利、瑞士发布，11月14日在全球范围内发布。
封面设计参照了海滩男孩的专辑Surfer Girl。

## MV
"Mein Land"的MV摄制于2011年5月23日，加州马利布，由Jonas Åkerlund导演，描述了乐队装束休闲在上世纪60年代海滩，以海滩男孩型字体显示的"Beach Party"表明他们在开派对，接近尾声时画面切到了2012年，乐队在相同海滩上表演，但装束工业化并伴随着火焰喷射和混乱场面，每位乐队成员的装扮类似于电影The Crow中的李国豪，MV于2011年11月11日发布。